# 格爾伯 (喬治亞州)
格爾伯（英語：Gerber）是位於美國喬治亞州沃克縣的一個鬼鎮。由於此地已於1895年被荒廢，本地已無人居住。

## 地理
格爾伯的座標為34°55′10″N 85°22′05″W / 34.91944°N 85.36806°W，而該地的平均海拔高度為378米（即1240英尺）。